# جمعية سلوفينيا الوطنية
جمعية سلوفينيا الوطنية (بالإنجليزية: National Assembly)‏ هي الهيئة التشريعية في سلوفينيا، وتتكون من 90 مقعداً، وهي المجلس الأدنى في برلمان سلوفينيا.

## طالع أيضًا
- برلمان سلوفينيا